# Communauté d’agglomération Béziers Méditerranée
Die Communauté d’agglomération Béziers Méditerranée (offizielle Schreibweise: Communauté d’agglomération de Béziers-Méditerranée, inoffiziell Béziers Méditerranée) ist ein französischer Gemeindeverband mit der Rechtsform einer Communauté d’agglomération im Département Hérault in der Region Okzitanien. Er wurde am 26. Dezember 2001 gegründet und umfasst 17 Gemeinden. Der Verwaltungssitz befindet sich in der Stadt Béziers.

## Historische Entwicklung
Mit Wirkung vom 1. Januar 2017 traten vier Gemeinden der aufgelösten Communauté de communes du Pays de Thongue dem hiesigen Gemeindeverband bei.

## Mitgliedsgemeinden
| Gemeinde                                        | Einwohner 1. Januar 2022 | Fläche km² | Dichte Einw./km² | Code INSEE | Postleitzahl |
| ----------------------------------------------- | ------------------------ | ---------- | ---------------- | ---------- | ------------ |
| Alignan-du-Vent                                 | 1.761                    | 17,30      | 102              | 34009      | 34290        |
| Bassan                                          | 2.353                    | 6,79       | 347              | 34025      | 34290        |
| Béziers                                         | 80.815                   | 95,48      | 846              | 34032      | 34500        |
| Boujan-sur-Libron                               | 3.536                    | 7,02       | 504              | 34037      | 34760        |
| Cers                                            | 2.523                    | 7,85       | 321              | 34073      | 34420        |
| Corneilhan                                      | 1.632                    | 14,23      | 115              | 34084      | 34490        |
| Coulobres                                       | 371                      | 2,99       | 124              | 34085      | 34290        |
| Espondeilhan                                    | 1.176                    | 5,08       | 231              | 34094      | 34290        |
| Lieuran-lès-Béziers                             | 1.483                    | 8,51       | 174              | 34139      | 34290        |
| Lignan-sur-Orb                                  | 3.227                    | 3,41       | 946              | 34140      | 34490        |
| Montblanc                                       | 2.896                    | 26,94      | 107              | 34166      | 34290        |
| Sauvian                                         | 5.498                    | 13,07      | 421              | 34298      | 34410        |
| Sérignan                                        | 8.437                    | 27,45      | 307              | 34299      | 34410        |
| Servian                                         | 5.427                    | 40,61      | 134              | 34300      | 34290        |
| Valras-Plage                                    | 4.300                    | 2,35       | 1.830            | 34324      | 34350        |
| Valros                                          | 1.665                    | 6,61       | 252              | 34325      | 34290        |
| Villeneuve-lès-Béziers                          | 4.283                    | 17,31      | 247              | 34336      | 34420        |
| Communauté d’agglomération Béziers Méditerranée | 131.383                  | 303,00     | 434              | –          | –            |